# Laurance Safford

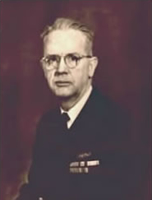
Laurance Safford

Laurance F. Safford (* 22. Oktober 1893 in Somerville, Middlesex County, Massachusetts; † 15. Mai 1973 in Bethesda, Montgomery County, Maryland) war ein amerikanischer Kryptograph, der als Begründer der US-Marine-Kryptographie gilt.

## Leben und Wirken
Safford schloss die Marineakademie in Annapolis 1916 als 15. seines Jahrgangs ab. Er diente zunächst auf einem Minensuchboot vor China, dank seiner Begabung für Mathematik wurde er aber 1924 in die Forschungsabteilung der kryptographische Abteilung der US-Navy (Code and Signal Section, Office of Naval Communication) versetzt, wo er zunächst aus dem japanischen Konsulat in Washington entwendete japanische Marine-Codebücher untersuchen sollte. Er baute die Abteilung aus, die er bis kurz nach dem Zweiten Weltkrieg führte und dabei fähige Mitarbeiter wie Agnes Meyer Driscoll, Joseph Rochefort (der in Hawaii ab 1941 für die Entzifferung japanischer Marinecodes zuständig war, Station Hypo in Pearl Harbor) und Joseph N. Wenger rekrutierte. Unterbrochen wurde seine Arbeit als Kryptograph in den Jahren 1926 bis 1929 und 1932 bis 1936, in denen er auf Schiffen diente. 1953 ging er in Pension. Er hatte den Rang eines Captain.
Dank Safford hatte die US-Navy schon in den 1930er Jahren ein System von Abhörstationen. Sein kryptographischer Dienst selbst saß in Washington, Hawaii und Manila. Mit dem Kryptographen Frank Rowlett der US-Armee entwickelte er auch Verschlüsselungsmaschinen (SIGABA). Für die Entzifferung japanischer Codes entwickelte und benutzte er ebenfalls schon frühe Computer-Hilfsmittel (Lochkartenmaschinen, übernommen von IBM). Mit den Kryptographen der US-Armee arbeitete er an japanischen diplomatischen Codes. Als er Anzeichen für Kriegsvorbereitungen kurz vor Pearl Harbor im diplomatischen Verkehr erkannte, versuchte er zu warnen, was aber von seinem Vorgesetzten (Admiral Leigh H. Noyes) abgeblockt wurde. Zu den Erfolgen seiner Mitarbeiter (Rochefort in Hawaii) gehörte die teilweise Entzifferung des japanischen Marinecodes JN-25 im Frühjahr 1942, was wichtig für den Sieg in der Schlacht um Midway (4./7. Juni 1942) war. Hierbei war auch die (räumliche) Analyse des Funkverkehrs (Traffic-Analysis) wichtig, um festzustellen, wo das Ziel des japanischen Flugzeugträgerverbands lag. Noch während des Zweiten Weltkriegs wurde Safford allerdings aufgrund von Streitigkeiten über Organisationsfragen kaltgestellt.
Safford analysierte ab 1970 die seiner Meinung nach mangelhaften Flugvorbereitungen und den Funkverkehr von Amelia Earhart 1937 und schrieb darüber ein Buch.
Er wurde 1999 als einer der ersten in die Hall of Honor der NSA aufgenommen.